# 연주회용 서곡
연주회용 서곡(concert overture)은 오페라나 극과는 관련이 없는 독립적인 형태의 연주회용 서곡을 말하는 것으로, 19세기에 시작된 관현악곡의 한 장르이다.

## 개요
《연주회용 서곡》의 전신은 18세기의 오페라 및 극 부수 음악의 서곡이다. 이들 서곡은 극 전체의 성격과 전반을 예고해야 하는 것으로, 이 의미에 한해서 이야기성과 명쾌한 정서적 표현을 지닌 것이며, 관습적으로 소나타 형식으로 정리하는 것이 통상적이었다.
베토벤은 극음악 혹은 오페라의 서곡에 쓰일 것을 기대하면서 일련의 서곡을 작곡했고, 이것이 19세기 연주회용 서곡의 모델이 되었다. 특히 교향곡의 시작 악장이 될 만한 알찬 내용과 규모는 베토벤 이전의 서곡들과 큰 차이를 보였다. 마찬가지로 베를리오즈도 극 음악이나 오페라에 이용할 생각으로 작곡하거나, 나중에 그것들로부터 떼어낸 단독 관현악곡을 서곡이라고 칭했다.
멘델스존에 이르러 연주회용 서곡의 양식이 완성되었다. 멘델스존 《연주회용 서곡》의 특징은 "서곡과 마찬가지로 관현악곡일 것", "단독 소나타 악장일 것", "이야기성과 시적 정서를 지니며, 때로는 정경을 환기시킬 수 있을 것", 그러면서도 한편으로 "무대 음악의 전주가 아닐 것" 등이다. 한편, 멘델스존은 "트럼펫 서곡", "취주악을 위한 서곡"처럼, 단독 소나타 악장에 의한 관현악을 위한 절대음악도 연주회용 서곡이라고 부르고 있다. 브람스의 두 연주회용 서곡 중 대학 축전 서곡은 좀 더 정서적인 유형을, 반면 비극적 서곡은 좀 더 구성적인 유형을 각각 대표한다.
19세기 후반, 프란츠 리스트의 교향시가 나온 뒤에도 연주회용 서곡은 교향시의 발달과는 별개로 발전했다.

## 주요 작곡가와 작품
- 베토벤 : "코리올란", "명명축일", "헌당식"
- 베버 : 축전 서곡
- 베를리오즈 : "로마의 사육제", "해적" 등
- 멘델스존 : "한여름 밤의 꿈", "조용한 바다와 즐거운 항해" 등
- 슈만 : "메시나의 신부"
- 바그너 : "파우스트"
- 카로이 : "봄", "결박된 프로메테우스", "이탈리아에서"
- 브람스 : "대학 축전 서곡", "비극적 서곡"
- 비제 : "조국 "
- 차이콥스키 : "1812년", "덴마크 국가 축제서곡", 환상 서곡("로미오와 줄리엣", "템페스트", "햄릿")
- 림스키코르사코프 : "러시아 부활절 "
- 그리그 : "가을 "
- 드보르자크 : "후스교도", "자연과 삶과 사랑",
- 마스네 : "페드르"
- 엘가 : "프루아사르", "코케인", "남국에서"
- 시벨리우스 : "카렐리아 모음곡" (무대 음악에서 분리된 것으로, 엄밀하게는 연주회용 서곡으로 볼 수 없다.)
- 닐슨 : " 헬리오스" 등
- 뒤카스 : "폴리왹트"
- 라벨 : "셰에라자드" (생전에 철회된 초기 작품에서 극 음악으로 잉태되었다.)
- 시마노프스키 : 연주회용 서곡 마장조
- 이베르 : 축전 서곡
- 거슈윈 : 쿠바 서곡
- 프로코피예프 : 히브리어 주제에 의한 서곡 (실내악곡으로 작곡, 이후 관현악곡으로 편곡.)
- 코플런드 : 야외 서곡
- 월튼 : "포츠머스 포인트", "스카피노", "요하네스버그 축전 서곡"
- 쇼스타코 비치 : 축전 서곡
- 윌리엄 슈만 : 미국 축전
- 바버 : "추문 패거리"
- 번스타인 : "슬라바!" (정치 서곡)
- 아놀드 : "탬 오섄터 서곡 "

## 같이 보기
- 서곡
- 관현악곡
- 부수 음악
- 발레 음악
- 교향시